# Chenango Bridge
Chenango Bridge est une census-designated place du comté de Broome, dans l'État de New York, aux États-Unis,. En 2020, elle compte une population de 2 884 habitants.